# Friz Freleng

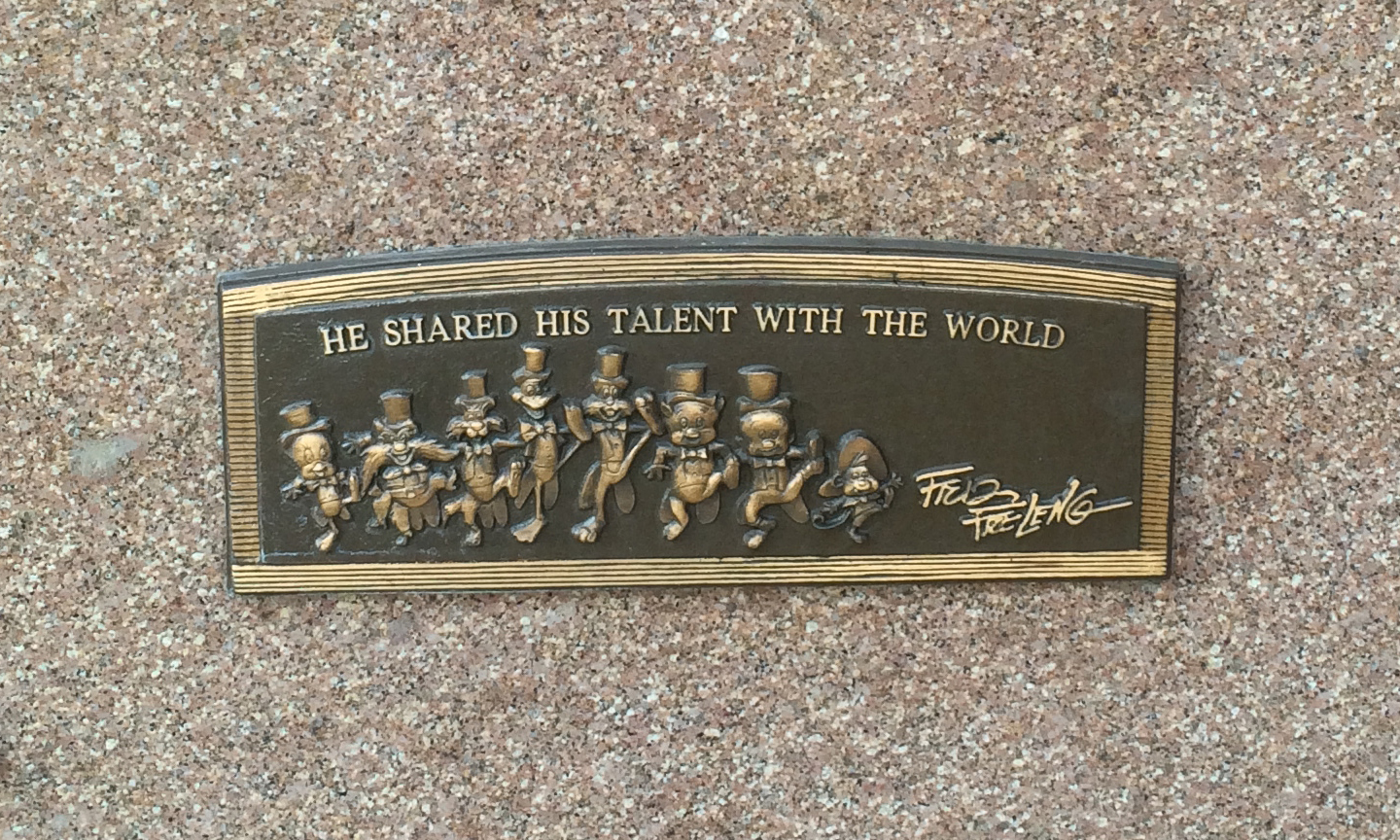
Inschrift auf dem Grabstein von Friz Freleng

Isadore „Friz“ Freleng (* 21. August 1906 in Kansas City, Missouri; † 26. Mai 1995 in Los Angeles, Kalifornien) war ein US-amerikanischer Cartoonist und Filmproduzent. Er wurde fünfmal für den Oscar nominiert und gewann den Filmpreis viermal, u. a. 1958 mit Ein Hase an König Arthurs Hof, einem Cartoon über den Trickfilmhasen Bugs Bunny, und 1964 mit Der rosarote Schmierfink, einem Rosaroter-Panther-Cartoon.
Bekannt wurde Freleng vor allem für seine Arbeit an den Looney Tunes, einer Serie von Warner Bros. Er führte Cartoon-Stars wie Schweinchen Dick, Tweety Bird und Speedy Gonzales ein. Als Senior Director des Warner-Studios Termite Terrace war er auch einer der meistgeehrten Regisseure. Insgesamt drehte Freleng über 300 Kurzfilme.
Nachdem Warners das Trickfilmstudio 1963 geschlossen hatte, gründete Freleng mit seinem Geschäftspartner David H. DePatie das Unternehmen DePatie-Freleng Enterprises, welches Filmmusiken und Cartoons produzierte, unter anderem Der rosarote Panther.
Frelengs Grabstätte befindet sich auf dem Hillside Memorial Park Cemetery in Culver City im Los Angeles County.

## Filmografie (Auswahl)
- 1935: I Haven’t Got a Hat
- 1941: Hiawathas Hasenjagd (Hiawatha’s Rabbit Hunt)
- 1941: Musik am Bau (Rhapsody in Rivets)
- 1942: Der Hase, der zum Essen kam (The Wabbit Who Came to Supper)
- 1942: Bugs Bunny stellt sich (Fresh Hare)
- 1942: Der hasenfüßige Hypnotiseur (The Hare-Brained Hypnotist)
- 1943: Schweine-Polka (Pigs in an Polka)
- 1943: Und ewig lockt der Wurm (Greetings Bait)
- 1943: Hi Diddle Diddle (nur Animationssequenzen)
- 1944: Rothäschen und der böse Wolf (Little Red Riding Rabbit)
- 1944: Bretter, die die Welt bedeuten (Stage Door Cartoon)
- 1945: Herr Meets Hare
- 1945: Ohne Liebe ist das Leben leer (Life With Feathers)
- 1945: Hase am Abzug (Hare Trigger)
- 1946: Bugs Bunny in der Räuberhöhle (Racketeer Rabbit)
- 1947: Sylvester zieht den Kürzeren (Tweetie Pie)
- 1947: Der hurtige Hase (Rabbit Transit)
- 1947: Ein Hase aus Manhattan (A Hare Grows in Manhattan)
- 1947: Die Ente, die den Braten roch (Along Came Daffy)
- 1947: Hasenbraten in Hollywood (Slick Hare)
- 1948: Konzertaner Katzenjammer (Back Alley Oproar)
- 1948: Bugs Bunny bei den Piraten (Buccaneer Bunny)
- 1948: Fünf vor zwölf Uhr Mittags (Bugs Bunny Rides Again)
- 1948: Die Verabredung (Hare Splitter)
- 1948: Alles für die Katz (Kit for Cat)
- 1949: Mein Traum bist Du (My Dream Is Yours) (Animationssequenz)
- 1949: Chaos im Kino (Hare Do)
- 1949: Im Falle eines Falles (High Diving Hare)
- 1949: Ritter müssen fallen (Knights Must Fall)
- 1949: Böse, olle Miezekatze (Bad Ol’ Putty Tat)
- 1950: Bugs im Bau (Big House Bunny)
- 1950: Alles einsteigen, bitte (All a Bir-r-r-d)
- 1950: Bomben, Hasen und Granaten (Bunker Hill Bunny)
- 1950: Verkleidungskünstler (Canary Row)
- 1951: Der Dosenkrieg (Canned Feud)
- 1951: Hase á la Carte (Rabbit Every Monday)
- 1951: Immer Ärger mit der Miezekatze (Putty Tat Trouble)
- 1951: Tiere im Hotel (Room and Bird)
- 1951: Wer die Wahl hat, hat die Qual (Ballot Box Bunny)
- 1951: Vöglein, Vöglein auf dem Baum (Tweet Tweet Tweety)
- 1952: Als Geschenk verpackt (Gift Wrapped)
- 1952: Fuchsteufelswild (Foxy by Proxy)
- 1952: Ein Hase von 14 Karott (14 Carrot Rabbit)
- 1952: Schlafende Hunde soll man nicht wecken (Ain’t She Tweet)
- 1952: Piep, piep, piep - guten Appetit! (A Bird in a Guilty Cage)
- 1953: Schneegestöber (Snow Business)
- 1953: Die Wasserprinzessin (Dangerous When Wet) (Regie der Animationsszenen)
- 1954: Omis neuer Bikini (Sandy Claws)
- 1954: Auf den Hund gekommen (Dog Pounded)
- 1954: Pirat unter Beschuss (Captain Hareblower)
- 1955: Zwischen Baum und Borke (Lumber Jerks)
- 1955: Die schnellste Maus von Mexiko (Speedy Gonzales)
- 1955: Das Kampfkarnickel (Roman Legion-Hare)
- 1955: Möhren, Monster, Mutationen (Hyde and Hare)
- 1957: Die Anonymen Vogelfresser (Birds Anonymous)
- 1957: Aufforderung zum Tanz (Three Little Bops)
- 1957: Wettlauf zum Schmatterhorn (Piker’s Peak)
- 1957: Einmal ein Star sein (Show Biz Bugs)
- 1958: Knighty Knight Bugs
- 1959: Das Kuckucksei (Apes of Wrath)
- 1959: Siesta Mexikana (Mexicali Shmoes)
- 1960: Leo, Silvester und das arme Mäuschen (Mouse and Garden)
- 1960: Sam ärgere dich nicht (From Hare to Heir)
- 1960: Das Interview (Person to Bunny)
- 1960: Der Hasensprenger (Lighter Than Hare)
- 1961: Der wahnsinnige Wikinger (Prince Violent)
- 1962: Hasenpfeffer (Shishkabugs)
- 1963: Die Unaussprechlichen (The Unmentionables)
- 1964: Der rosarote Schmierfink (The Pink Phink)
- 1966: The Pink Blueprint
- 1969: Die blaue Elise (The Ant and the Aardvark)
- 1981: Der total verrückte Bugs Bunny Film (The Looney, Looney, Looney Bugs Bunny Movie)
- 1983: Daffy Ducks fantastische Insel (Daffy Duck’s Movie: Fantastic Island)
- 1988: Daffy Duck’s Quackbusters